# リンジー・ホイル
サー・リンジー・ハーベイ・ホイル（英語: Sir Lindsay Harvey Hoyle, 1957年6月10日 - ）は、イギリスの政治家。庶民院議長。
メージャー政権時の1997年イギリス総選挙で労働党から出馬し、初当選。その後、庶民院副議長・歳入委員長を2010年6月8日から2019年11月4日まで約9年間務め、前庶民院議長ジョン・バーコウの勇退に伴い、庶民院議長に就任した。

## 政治家となる前
1957年6月10日、元労働党議員ダグ・ホイルとポーリン・スペンサーの息子として、ランカシャー州アドリントンで生まれた。アドリントンのアンダートン郡小学校とボルトンのローズカレッジに通った。なお、庶民院議員として選出される前は、スクリーン印刷事業を経営していた。

## 政治家として

### チョーリー自治区評議員
1980年のイギリスの地方選挙で、アドリントン教区のチョーリー自治区評議員に選出され、現職の保守党議員を破った。4回再選され、1994年から1997年まで副議長を務めた。庶民院議員に選出された後も、1998年の地方選挙まで区長として評議会に出席した。

### 新人議員
1996年2月、1997年イギリス総選挙でのチョーリー選挙区労働党候補に選ばれ、過半数の得票率で勝利した。チョーリー選挙区で労働党の候補が勝利するのは18年ぶりだった。
1997年8月、ダイアナ元妃の死の数日後、彼女の記念碑として新しい国立小児病院を建設することを提案した。また、ロンドン・ヒースロー空港の運営会社であるヒースロー・エアポート・ホールディングスに手紙を送り、空港の名前を「ダイアナ,プリンセス・オブ・ウェールズ空港」に変更するよう促した。しかし、結局どちらの提案も実現しなかった。
1998年から2010年まで産業委員会（後のビジネス委員会）の委員、および2005年から2010年まで欧州監視委員会の委員を務めた。
ジブラルタルや授業料などの問題をめぐって当時のトニー・ブレア首相と衝突した。それらの衝突に関して、「私は反トニーではありません。彼のおかげで私たちは当選でき、3回も総選挙に勝利できました。しかし、彼が破ってはならない原則と約束があります。」と述べた。

### 庶民院副議長
2010年6月8日、庶民院副議長（歳入委員会委員長兼任）に選出された。この任命は、庶民院議長の指名ではなく、庶民院議員の投票により初めて行われた。
また、2013年1月には枢密顧問官（Privy Counsellor）に任命された。
2013年3月20日、予算審議への対応が広く英国民の称賛を得た。
2016年の国民投票では、残留か離脱かどちらに投票したかを明言しなかった。
2017年2月、庶民院でのEU離脱法案の採決中に欧州国歌を歌ったスコットランド国民党の議員に対して、「議会は合唱をする場所ではない」と述べ強く注意した。同日夜には、その行為が適切であったかを巡って、スコットランド自治政府の前首相アレックス・サモンドと激しい議論を交わした。
2017年3月、ソーシャルメディア企業に対して、イスラム教徒の女性とユダヤ人の国会議員就任の阻止を唱える侮辱的な投稿を取り締まるために、迅速な行動を取ることを要請した。
2017年3月22日のウェストミンスターでのテロ攻撃、それに続く庶民院の休会と閉鎖の間、議長代行を務めた。
また、議員活動での功績が認められ、2018年の新年叙勲でエリザベス女王からナイト（Knight Bachelor）に叙された。

### 庶民院議長
2019年11月4日、ジョン・バーコウの後任として議長選挙に立候補した。投票に至るまでの数日間、メディアから最有力候補と見なされていた。選挙の1回目、2回目、3回目の投票でかなりのリードを維持したが、勝つために必要な過半数の得票には達しなかった。
選挙当日の午後8時20分頃、4回目の投票で議長に選出され、対抗馬のクリス・ブライアントを破り、合計540票中325票を獲得した。その後、貴族院で正式に王室の承認を得た。慣例に従い、選挙後、労働党から離脱した。
就任演説で、「この議会は変わる。良い方向に変わるのだ。」と述べ、「透明性のある」議長になることを表明するとともに、下院職員の福祉の実現を真剣に目指すことを誓った。2019年の総選挙後、全会一致で議長に再任された。

## 私生活
- 英中西部ランカシャー州アドリントンに住んでいる[21] 。
- 庶民院議長としてウェストミンスター宮殿内に公邸を有しており、公的行事や会議に使用している。なお、私的に宿泊することもできる[22][23]。
- 2回結婚しており、2人の娘がいる。現在の妻は、キャサリン・スウィンドリー[2]。2017年には当時28歳だった娘のナタリー・ルイス・ホイルが自宅で死亡しているのが発見され、2019年に庶民院議長に選出された際には最初の演説でナタリーにも触れている[1]。
- 地元のサッカークラブボルトン・ワンダラーズFC（Bolton Wanderers Football Club）とラグビーリーグクラブウォリントン・ウルブズ（Warrington Wolves）のファンである[24][25]。
- 2019年の総選挙直前に、1型糖尿病を患っていることを明らかにした[26]。